# Mare de Déu del Roser de Vallmoll
L'ermita de la Mare de Déu del Roser de Vallmoll és un monument protegit com a bé cultural d'interès local del municipi de Vallmoll (Alt Camp).

## Descripció
L'ermita està situada a l'entrada de la vila, a prop de la carretera de Valls, al camí que va a Puigpelat. És un edifici d'una sola nau amb quatre trams i cambril i els elements de suport són pilars. Els arcs són tots apuntats.
La façana és senzilla amb distribució simètrica. Dues finestres rectangulars se situen a banda i banda de la porta d'accés rectangular, damunt la qual hi ha una imatge de la Verge del Roser en ceràmica i la rosassa lobulada. Un espadat corona la façana. La coberta és a dues vessants de teula. El material emprat és la pedra. El conjunt mostra decoració pintada i esculpida, inspirada en la flor que dona nom a l'ermita.

## Història
Els terrenys on s'alça l'ermita foren cedits per la baronessa Catalina de Burgues i de Pacs. La primera pedra fou col·locada el 1562, i fou beneïda el 1566. S'encarregà de la construcció el mestre de cases Guillem de Godó de Riudoms, i l'obra fou finançada pel consell i el rector de la vila, així com per diversos particulars. Li va ser adscrita el 1594 la confraria del Roser, i s'hi feren reformes el 1594 i el 1786. El 1639 s'hi afegí la casa de l'ermità, el 1768 la sagristia i el 1826 el cambril. El 1975 s'hi havia afegit un cor que fou enderrocat el 1925, quan l'arquitecte Jujol hi dirigí una restauració important, amb la col·laboració, quant a pintures, de R. Ferré, M. Aymerich i C. Pelegrí. El 1967 s'hi feu una nova restauració de les pintures, obra de J. Ferrè.
La Mare de Déu del Roser de Vallmoll té uns Goigs dedicats per mn. Josep Pont i uns altres pel claretià Manuel Esqué.